# جائزة البرازيل الكبرى 2007
جائزة البرازيل الكبرى 2007 (بالإنجليزية: 2007 Brazilian Grand Prix)‏ هو سباق فورمولا 1 أقيم في حلبة جوزيه كارلوس بيس للسيارات، البرازيل. كان السابع عشر من أصل 17 في بطولة العالم لسباقات الفورمولا واحد موسم 2007. حلّ الفنلندي كيمي رايكونن أولا بينما جاء البرازيلي فيليبي ماسا في المركز الثاني وحصل على المركز الثالث الإسباني فرناندو ألونسو.